# Velo-Vocha
Velo-Vocha (in greco Βέλο-Βόχα?) è un comune della Grecia situato nella periferia del Peloponneso (unità periferica della Corinzia) con 17.251 abitanti secondo i dati del censimento 2001
Il comune è stato istituito a seguito della riforma amministrativa detta Programma Callicrate in vigore dal gennaio 2011 che ha abolito le prefetture e accorpato numerosi comuni.